# Thilo Plaesser
Thilo Plaesser (* 6. Februar 1967 in Recklinghausen) ist ein deutscher Musiker, Improvisator, Multiinstrumentalist, Autor und Dozent.

## Leben und Wirken
Thilo Plaesser studierte Kirchenmusik (Orgel, Klavier, Chor- und Orchesterleitung) und Instrumentalpädagogik an der Robert Schumann Hochschule Düsseldorf mit dem Abschluss des staatlichen Kantorenexamens – A Examen. Danach folgte ein privates Studium bei David Pizarro in New York und ein Aufbaustudium (Orgel) bei Prof. Herbert Tachezi in Wien. Außerdem erwarb er die Lehrerlaubnis für das Fach Musik im Bereich Sekundarstufe 1 durch die Bezirksregierung Düsseldorf.
Nach seiner Ausbildung widmete er sich  im Laufe der Zeit folgenden Instrumenten:
- Dem Bajan (chromatisches Knopfakkordeon),
- dem Bandoneon,
- dem Druckwindharmonium,
- dem Kontrabass,
- dem Fretless Bass und
- der Guqin.

In seiner künstlerischen und pädagogischen Tätigkeit, widmet er sich vor allem der Improvisation.
Neben Konzerten, Workshops, Buch- und Notenveröffentlichungen, beschäftigt er sich besonders mit der Forschung über den Wiener Harmoniumbauer Teofil Kotykiewicz. Dies geschieht in Zusammenarbeit mit dem Technischen Museum Wien, das den Nachlass von Kotykiewicz archiviert.

## Veröffentlichungen (Auswahl)

### Alben / CD-Einspielungen
- Amici jpc
- Classic Celtic Piano
- Seven Moments, seven Movements

### Bücher
- „It came out of the blue“ (Pfau Verlag) – Anleitung zur Klavierimprovisation

### Noten
- 16 leichte Stücke für Klavier
- Celtic Inspiration (Klavier)